# Loktak
Loktak – największe jezioro słodkowodne Indii znajdujące się nieopodal Moirang w stanie Manipur. Znane z wielości Phumdi – indyjskich pływających wysp, z których wiele jest sztucznych, stworzonych przez człowieka aby ułatwić połów ryb. Na południowo-wschodniej części wyspy znajduje się park narodowy Keibul Lamjao, ostatnia ostoja jelenia z gatunku sangai (Rucervus eldi eldi), krytycznie zagrożonego wyginięciem.
Pełni ważną rolę dla ekonomii Manipuru. Jeziora używa się do nawadniania okolicznych pól uprawnych oraz jako źródło wody pitnej. Dodatkowo, zlokalizowano tutaj elektrownie wodną. Działalność człowieka doprowadziła do dużej presji nałożonej na okoliczny ekosystem. Jezioro otacza 55 osad, w których mieszka łącznie około 100 tys. ludzi.
W 1993 mocą konwencji ramsarskiej jezioro wpisano na listę obszarów wodnych o znaczeniu międzynarodowym.